# Црнокрили зијавац
Црнокрили зијавац (лат. Glareola nordmanni) је птица водених станишта из породице зијавци, Glareolidae. Име рода је деминутив од латинског glarea, „шљунак“, што се односи на типично станиште за гнежђење зијаваца. Име врсте је настало у част зоолога и истраживача финског порекла Александра фон Нордмана.

## Опис
То је 24-28 цм дугачка птица, са кратким ногама, дугим шиљатим крилима и рачвастим репом. Има кратак кљун, што је адаптација за храњење из ваздуха. Леђа и глава су смеђи, а крила су смеђа са црним летним перјем. Стомак је бео, а доња крила су црна. Потребни су веома добри прегледи да би се ова врста разликовала од других зијаваца, као што су зијавац и оријентални зијавац које се могу јавити у њеном подручју. Незнатно је већи од зијавца, има краћи реп и дуже ноге. Иако су тамно доње крило и недостатак беле задње ивице крила дијагностички, ове карактеристике се не виде увек лако на терену, посебно зато што кестењасто доње крило зијавца изгледа црно, осим ако се птица добро осмотри.

## Распрострањеност и станиште
Црнокрили зијавац је птица отворених простора и често се виђа близу воде увече, како лови инсекте. Овај зијавац се налази у топлијим деловима југоисточне Европе и југозападне Азије. Миграторна је врста, зимује у тропској Африци и ретка је северно или западно од подручја гнежђења.

## Понашање

### Гнежђење
Црнокрили зијавац полаже 2-4 јаја на земљи.

### Храњење
Необична карактеристика зијаваца је да, иако се класификују као птице водених станишта, они обично лове свој плен, инсекте, у лету попут ласте, иако се могу хранити и на земљи.

## Заштита
Црнокрили зијавац је једна од врста на коју се примењује Споразум о очувању афричко-евроазијских птица селица водених станишта (AEWA).
Акантоцефалан паразит Apororynchus paulonucleatus откривен је у цревима црнокриле пратинколе.